# Антониу-Мартинс
Антониу-Мартинс (порт. Antônio Martins)  —  муниципалитет в Бразилии, входит в штат Риу-Гранди-ду-Норти. Составная часть мезорегиона Запад штата Риу-Гранди-ду-Норти. Входит в экономико-статистический  микрорегион Умаризал. Население составляет 6161 человек на 2006 год. Занимает площадь 244,620 км². Плотность населения — 25,2 чел./км².

## Статистика
- Валовой внутренний продукт на 2003 год составляет 12 106 659,00 реалов (данные: Бразильский институт географии и статистики).
- Валовой внутренний продукт на душу населения на 2003 год составляет 1881,67 реалов (данные: Бразильский институт географии и статистики).
- Индекс развития человеческого потенциала на 2000 год составляет 0,636 (данные: Программа развития ООН).